# اچ‌ام‌اس سیلان (۳۰)
اچ‌ام‌اس سیلان (۳۰) (به انگلیسی: HMS Ceylon (30)) یک کشتی است که طول آن 169.3 m (555.5 ft) می‌باشد. این کشتی در سال ۱۹۴۲ ساخته شد.